# ناحیه پرایری، شهرستان کرافورد، ایلینوی
ناحیه پرایری (به انگلیسی: Prairie Township) یک منطقهٔ مسکونی در ایالات متحده آمریکا است که در شهرستان کروفورد، ایلینوی واقع شده‌است. ناحیه پرایری ۱۶۶ متر بالاتر از سطح دریا واقع شده‌است.